# Anna Morris
Anna Morris, född den 13 juni 1995 i Cardiff, är en brittisk tävlingscyklist.
Morris ingick i det brittiska laget som tog silver i lagförföljelse vid VM 2022 och guld i samma gren vid VM 2023. Hon ingick i det lag som tog brons i lagförföljelse vid OS 2024.